# Antinori gébics
Az antinori gébics (Lanius somalicus) a madarak osztályának verébalakúak (Passeriformes) rendjén belül a gébicsfélék (Laniidaee) családjába tartozó faj.

## Rendszerezése
A fajt Gustav Hartlaub és Theodor von Heuglin írták le 1859-ben.

## Előfordulása
Kelet-Afrikában, Dél-Szudán, Dzsibuti, Etiópia, Kenya, Szomália és Szudán területén honos. Természetes élőhelyei a szubtrópusi és trópusi száraz füves puszták és szavannák. Állandó, nem vonuló faj.

## Megjelenése
Testhossza 21 centiméter, testtömege 48–58 gramm.

## Életmódja
Elsősorban nagyobb ízeltlábúakkal táplálkozik.

## Természetvédelmi helyzete
Az elterjedési területe nagyon nagy, egyedszáma pedig stabil. A Természetvédelmi Világszövetség Vörös listáján nem fenyegetett fajként szerepel.